# Энрикес, Луис
Луи́с Альфо́нсо Энри́кес Леде́сма  (исп. Luis Alfonso Henríquez Ledezma; род. 23 ноября 1981[…], Панама) — панамский футболист клуба «Варта» (Сьрем), играющий на позиции защитника.

## Биография

### Клубная карьера
Энрикес играл в таких панамских клубах, как «Спортинг 89» и «Арабе Унидо». В 2005 году переехал в Колумбию и играл за «Энвигадо». В следующем году вернулся в Панаму и сыграл сезон за «Тауро». В 2007 году перешёл в польский клуб «Лех», где играл до лета 2015 года. В сентябре этого же года вернулся в «Тауро».

### Карьера в сборной
Дебют за национальную сборную состоялся в августе 2003 года в товарищеском матче против сборной Парагвая. В настоящее время Луис провёл 75 матчей, 26 из которых были отборочными на Чемпионат мира, и забил 2 гола. В составе сборной был участником четырёх Золотых кубоков КОНКАКАФ: 2005 (2-е место), 2007, 2011 (3-е место) и 2015.

### Голы за сборную
| #  | Дата           | Место                               | Соперник   | Счёт | Результат | Турнир                  |
| -- | -------------- | ----------------------------------- | ---------- | ---- | --------- | ----------------------- |
| 1. | 6 февраля 2013 | Роммель Фернандес, Панама, Панама   | Коста-Рика | 1–0  | 2–2       | Квалификация на ЧМ 2014 |
| 2. | 22 марта 2013  | Национальный Парк, Кингстон, Ямайка | Ямайка     | 1–1  | 1–1       | Квалификация на ЧМ 2014 |

## Достижения
- Чемпион Панамы: Ап. 2004, Ап. 2007
- Чемпион Польши: 2009/10, 2014/15
- Обладатель Кубка Польши: 2008/09